# Staromuraptàlovo
Staromuraptàlovo (en rus: Старомурапталово) és un poble de Baixkíria, a Rússia, que en el cens del 2010 tenia 380 habitants. Pertany al districte de Iermolàievo.